# Салваторе Куазимодо
Салваторе Куазимодо (на италиански: Salvatore Quasimodo) е италиански поет. Заедно със сънародниците си Джузепе Унгарети и Еудженио Монтале е един от най-големите поети на 20 век. Лауреат на Нобелова награда за литература за 1959 година.

## Биография
Квазимодо е роден в Модика, Сицилия, в семейството на Гаетано Квазимодо и Клотилде Рагуза. Прекарва детството си в Рокалумера. През 1908 г. семейството му се премества в Месина, тъй като баща му е изпратен там, за да помага на местното население, засегнато от разрушително земетресение. Впечатленията от ефекта на природните сили ще окажат огромно въздействие върху младия Квазимодо. През 1919 г. завършва местния техникум. В Месина се сприятелява и с Джорджо Ла Пира, бъдещ кмет на Флоренция.
Салваторе Квазимодо е приет в масонската ложа от шотландския ритуал от баща си, който е член на масонската ложа „Арнолд Брешански“. „Великият ориент на Италия“ признава Квазимодо като един от най-забележителните си братя.
През 1917 г. Квазимодо основава краткотрайния „Nuovo giornale letterario“ („Нов литературен вестник“), в който публикува първите си стихове. През 1919 г. той се премества в Рим, за да завърши следването си в сферата на инженерните си науки, но тежките икономически условия го принуждават да си намери работа като технически чертожник. Междувременно сътрудничи на няколко списания и учи старогръцки и латински.
През 1929 г., поканен от Елио Виторини, женен за сестрата на Квазимодо, той се премества във Флоренция. Тук се среща с поети като Алесандро Бонсанти и Еудженио Монтале. През 1930 г. той постъпва на работа в Италианския строителен корпус в Реджо ди Калабрия. Тук той се запознава с братята Мизефари, които го насърчават да продължи да пише. Развивайки своята близост до херметичното движение, Квазимодо публикува първата си стихосбирка, „Acque e terre“ („Води и земи“).
През 1931 г. той е преместен в Империя и след това в Генуа, където се запознава с Камило Сбарбаро и други личности от списание Circoli, с което Квазимодо започва плодотворно сътрудничество. През 1932 г. той публикува с тях нов сборник, Oboe sommerso, включващ всички негови текстове от 1930 до 1932 г.
През 1934 г. Квазимодо се премества в Милано. Започвайки от 1938 г., той се посвещава изцяло на писане, работейки с Чезаре Дзаватини и за Letteratura, официалното издани на херметичното движение. През 1938 г. той публикува Poesie, последван от преводите на Lirici Greci („Гръцки поети“), публикувани от Corrente di Vita през 1939 г.
Въпреки че е изявен антифашист, по време на Втората световна война Квазимодо не участва в италианската съпротива срещу германската окупация. През този период той се посвещава на превода на Евангелието от Йоан, на някои от песните на Катул и няколко епизода от Одисея. През 1945 г. става член на Италианската комунистическа партия.
През 1946 г. той публикува друга стихосбирка, Giorno dopo giorno („Ден след ден“), която изяснява нарастващата морална ангажираност и епичния тон на социалната критика на автора. Същата тема характеризира следващите му творби La vita non è sogno („Животът не е сън“), Il falso e il vero verde („Фалшивото и истинско зелено“) и La terra impareggiabile („Несравнимата земя“). През целия този период Квазимодо не спира да прави преводи на класически автори и да сътрудничи като журналист на някои от най-престижните италиански издания (най-вече със статии за театъра).
През 50-те години Квазимодо печели няколко литературни награди: Премио Сан Бабила (1950), Премио Етна-Таормина (1953), Премио Виареджо (1958) и накрая Нобелова награда за литература (1959). През 1960 г. и 1967 г. той получава почетни титли honoris causa съответно от университетите в Месина и Оксфорд.
През последните си години поетът извършва многобройни пътувания до Европа и Америка, изнасяйки публични речи и публични лекции по свои стихове, преведени на няколко чужди езика.
През юни 1968 г., когато заминава за публична лекция в Амалфи, Квазимодо е поразен от мозъчен кръвоизлив. Умира няколко дни по-късно в болница в Неапол. Погребан е в гробище в Милано.

## Произведения

### Стихосбирки
- Acque e terre, Firenze, sulla rivista Solaria (1930)
- Oboe sommerso, Genova, sulla rivista Circoli (1932)
- Odore di eucalyptus ed altri versi, Firenze, Antico Fattore (1933)
- Erato e Apòllìon, Milano, Scheiwiller (1936)
- Poesie, Milano, Primi Piani (1938)
- Ed è subito sera, Milano-Verona, A. Mondadori (1942)
- Giorno dopo giorno, Milano, A. Mondadori (1947)
- La vita non è sogno, Milano, A. Mondadori (1949)
Животът не е сън, изд. „Народна култура“, София (1961), прев. Драгомир Петров
- Il falso e vero verde, Milano, Schwarz (1956)
- La terra impareggiabile, Milano, A. Mondadori (1958)
- Dare e avere. 1959 – 1965, Milano, A. Mondadori (1966)

### Преводи
- Старогръцка лирика (1940)
- Евангелие на Йоан (1945)
- Одисея на Омир (1946)
- Едип цар на Софокъл (1947)
- Хекуба и Херакъл на Еврипид
- Песни на Катул (1955)
- Георгики на Виргилий (1942)
- Антология Палатина (1958)
- Антоний и Клеопатра на Шекспир

### Съставителство
- Lirica d'amore italiana, dalle origini ai nostri giorni (1957)
- Poesia italiana del dopoguerra (1958)

### Други творби
- Petrarca e il sentimento della solitudine, Milano, Garotto (1945)
- Scritti sul teatro (1961)
- L'amore di Galatea (либрето) (1964)
- Il poeta e il politico e altri saggi, Milano, Schwarz (1967)
- Leonida di Taranto, Milano, Guido Le Noci ed. (1968); Manduria, Lacaita (1969)
- Lettere d'amore di Quasimodo (посмъртно, 1969)
- Poesie e discorsi sulla poesia (посмъртно, 1971)
- Marzabotto parla. Con scritti di Salvatore Quasimodo, Giuseppe Dozza (посмъртно, 1976)
- A colpo omicida e altri scritti (посмъртно, 1977)